# كانط والحرية

الحرية هي أحد المفاهيم الجوهرية في فلسفة إيمانويل كانط . وتعرِّف الفلسفة الكانطية الحرية بأنها فكرة كونية ناتجة عن إعلاء فئة السببية إلى اللاشرطية.و قد أثار كانط مشكلة الحرية في ثلاثة من نصوصه الاساسية وهي : نقد العقل الخالص (1781)،و أسس ميتافيزيقا الأخلاق (1785)، ونقد العقل العملي (1788). كما تطرق إليها أيضًا في نصه الصادر عام 1784 بعنوان: ما هو التنوير؟ ؟ .
يعرف كانط الحرية بأنها فكرة كونية ناتجة عن إعلاء فئة السببية إلى اللاشرطية. وبتعبير أخر، إن الحرية « هي مفهوم العفوية المطلقة التي تخص الفعل، والنظرإليها على أنها أساس المساءلة عن اقتراف هذا الفعل »
و يميز بين الحرية المتعالية (السببية المطلقة المفكر فيها ) والحرية العملية (استقلالية الإرادة). في نقد العقل الخالص، مشكلة الحرية هي موضوع الجدل الثالث للعقل الخالص، الذي تتناقض فيه السببية المقيدة والسببية الحرة. ويتم حل هذا التناقض من خلال إظهار أن الحرية منطقيًا غير متناقضة إذا ميز المرء بين العالم المحسوس والعالم المعقول ، أي إذا كان المرء يميز بين الظاهرة والشيء في ذاته، أو بين التجريبي والمعقول . في الواقع، يمكن أن يكون للفعل طابع تجريبي، أي أن ننظر إليه على شكل ظاهرة يتم تحديدها، أو ذات طابع عقلي ، أي أنه يمكن اعتباره حرا.
على سبيل المثال ، يمكن أن نعد الكذب يحقق الامرين ، فمن وجهة نظر تجريبية ، يمكن النظر إليه باعتباره ظاهرة محتمة (بواسطة سلسلة من الأسباب السابقة التي أدت بالكاذب إلى اقتراف الكذب) ، ولكن من وجهة نظر عقلية ، إذا اعتبرنا أن الكاذب كائن حر ومميز بالعقل ، فإنه هو من اختار قول الكذب.
و يعتبر كانط الحرية هي الموضوع الجوهري للفلسفة وحجر الزاوية في بنائها . ويعد الحرية المتعالية عصية عن الفهم، وبالتالي فهي مسلمة من مسلمات العقل العملي (الى جانب خلود الروح ووجود الله)

## تطبيقات

### الحرية والأخلاق
يُساوي كانط بين الحرية والأخلاق: " لذلك فإن الإرادة الحرة والإرادة الخاضعة لقوانين أخلاقية هي شيء واحد ". يقول كانط : إننا نكون أحرارا فقط عندما نتصرف بشكل أخلاقي، أي على نحو مستقل عن أي ميل حسي. وهذه خاصية من خصائص السببية المتعلقة بالكائنات العاقلة وقدرتها على التصرف بشكل مستقل عن أي سبب خارجي يحددها.
في نقد العقل العملي يميز كانط في الحرية: جزءًا من الإرادة الحرة، والذي يتمثل بالنسبة للإنسان في اختيار الالتزام بالقانون الأخلاقي أو مخالفته. والحرية هي فكرة متعالية يتم التحقق منها وتحقيقها عمليًا، ولكنها تشكل أيضًا موضوعًا لمسلمة من مسلمات العقل العملي. وتؤكد هذه المسلمة على فكرة الحرية باعتبارها تمثل : ثقة في قدرتي على خلق الفضيلة هنا على الأرض، مما يمهد لظهور الخير الأسمى. وتختلف هذه المسلمة مع الحرية التي تُفهم على أنها خاصية للوكيل الأخلاقي المتعالي(النومينيّ)، من خلال تضمين فكرة الحرية باعتبارها مجاهدة في الزمن. وهكذا فنظرية الفضيلة تُعرّف الفضيلة على أنها الشجاعة الأخلاقية التي نقاوم بها الميول الطبيعية الحسية حتى نطيع القانون الأخلاقي وحده.
وكخلاصة، يؤكد كانط على أنه من خلال القانون الأخلاقي وحده، أدرك أنني حر. وتتجسد الحرية من خلال الإلتزام الشخصي بقانون أفرضه ذاتيًا. والحرية الكانطية مرتبطة ارتباطًا وثيقًا بمفهوم الاستقلالية (القانون الذاتي): وبناء على ذلك، فإن الحرية تعتمد على طاعة قانون أنشأناه لأنفسنا. ومن ثم يتعلق الأمر باحترام التزاماتنا، وملاءمة ذواتنا.

### الحرية وفلسفة القانون
يستخدم كانط مفهوم الحرية في "علم القانون" لتأسيس المسؤولية القانونية. وهو جزء من جوانب فلسفة القانون عند كانط. حيث لا توجد مسؤولية إلا إذا كانت هناك "حرية للإرادة". في "ميتافيزيقيا الأخلاق"، يكتب كانط أن "الإسناد" (بالمعنى الأخلاقي) هو "الحكم الذي بموجبه يُعتبر شخص ما مرتكبا (سببًا حرًا) لعمل يُسمى منذ ذلك الحين "فعلا" ويقع تحت القانون".

### الحرية واحترام القانون
قد يبدو متناقضًا القول : أن الحرية تكمن في احترام القانون، لأن القانون غالبًا ما يُنظر إليه تحديدا على أنه الزام وقيد، وليس مؤشرا للحرية. ويذهب كانط إلى أن الحرية لا يمكن أن تتمثل في مجرد اتباع الرغبات الشخصية، حتى لو لم يكن تحقيق هذه الرغبات على حساب الآخرين؛ بل تكمن الحرية في القدرة على وضع قانون لأنفسنا والالتزام به بمشيئتنا. ويستلهم كانط هذا من روسو، الذي كتب أن "الدافع الوحيد للشهوة هو العبودية، وامتثال القانون الذي وضعناه لأنفسنا هو الحرية".

### الحرية والتعليم
مثل العديد من فلاسفة عصره، كان كانط مفكرًا تربويا . ولقد سعى إلى تحديد نوع التعليم الذي يمكن أن "يوفق بين الخضوع للقيود القانونية والقدرة على استخدام الحرية". وقد خلص إلى أن التعليم هو أولاً وقبل كل شيء تعليم للحرية في توجيه الذات، أي تعليم الاستقلالية. ولا يمكن تحقيق الحرية إلا من خلال احترام القانون.

## راجع
1. ↑  Kant، Immanuel؛ Renaut، Alain؛ Kant، Immanuel (2006). Critique de la raison pure. GF : Texte intégral (ط. 3. éd., corr). Paris: Flammarion. ISBN:978-2-08-071304-9.
2. ↑  Bruno Haas (19 Oct 2016). « Les catégories de la liberté selon Kant », dans Raison pratique et normativité chez Kant : Droit, politique et cosmopolitique, (بالفرنسية). ENS Éditions. pp. 55–87. SBN:978-2-84788-625-2. Archived from the original on 2019-07-21. {{استشهاد بكتاب}}: تأكد من قيمة |sbn=: طول (help)
3. 1 2 3  Zarader، Jean-Pierre (2016). Le vocabulaire des philosophes. Ellipses poche. Paris: Ellipses. ISBN:978-2-340-00983-7.
4. ↑  Vincenti, Luc (2008). "Philosophie des normes chez Kant". Multitudes (بالفرنسية). 34 (3): 206. DOI:10.3917/mult.034.0206. ISSN:0292-0107. Archived from the original on 2021-09-03.
5. ↑  Kant، Emmanuel (2002). Fondements de la me?taphysique des moeurs. classiques des sciences sociales. Chicoutimi: J.-M. Tremblay. ISBN:1-55441-375-3. مؤرشف من الأصل في 2023-11-28.
6. ↑  Fœssel، Michaël (2016). "Les raisons de la colère". Esprit. Mars–Avril ع. 3: 43. DOI:10.3917/espri.1603.0043. ISSN:0014-0759.
7. ↑  "Kant et le pouvoir pratique de la raison". Archives de Philosophie (بالفرنسية). 78 (4): 705. 2015. DOI:10.3917/aphi.784.0705. ISSN:0003-9632. Archived from the original on 2023-05-12.
8. ↑  Kant، Immanuel؛ Renaut، Alain (2018). Métaphysique des moeurs. GF (ط. Nouvelle éd.). Paris: Flammarion. ISBN:978-2-08-144509-3.
9. ↑  Kant، Emmanuel (2002). Fondements de la me?taphysique des moeurs. classiques des sciences sociales. Chicoutimi: J.-M. Tremblay. ISBN:1-55441-375-3. مؤرشف من الأصل في 2023-11-28.
10. ↑  Valenza، Pierluigi (21 سبتمبر 2016). XVI. Raison spéculative et raison critique en philosophie de la religion. Hermann. ص. 281–300. مؤرشف من الأصل في 2023-11-29.
11. ↑  Fœssel، Michaël (2019). Les deux voies du schématisme Ricœur et le problème de l’imagination transcendantale. CNRS Éditions. ص. 81–95. ISBN:978-2-271-08951-9.
12. ↑  Tardivel، Émilie (2 نوفمبر 2017). "Les conditions de la liberté - Kant contre Kant:". Communio. N° 254 ع. 6: 77–85. DOI:10.3917/commun.254.0077. ISSN:0338-781X. مؤرشف من الأصل في 2021-05-21. {{استشهاد بدورية محكمة}}: |المجلد= يحوي نصًّا زائدًا (مساعدة)